# Olentzero y el tronco mágico
Olentzero y el tronco mágico  es una película  de España, dirigida por Juanjo Elordi en 2005.

## Sinopsis
Olentzero es un personaje mítico de las leyendas vasco-navarras que observa a través de su tronco mágico a los niños de la zona y que, en función de su comportamiento, les trae regalos cada año. Un hombre de negocios regresa a su ciudad natal, en pleno Pirineo navarro, para destruir el bosque y crear allí una estación de esquí. El malvado le roba a Olentzero el tronco mágico y las cartas de los niños, poniendo en peligro el espíritu de la Navidad. Anjé, un joven carbonero y los niños del valle se ponen manos a la obra para devolver las cosas a su sitio y así dejar que las fiestas navideñas sigan su curso.